# Пеликан, Ярослав
Ярослав Ян Пеликан (словац. Jaroslav Jan Pelikan; 17 декабря 1923, Акрон, Огайо, США — 13 мая 2006, Хамден, Коннектикут) — американский патролог и историк христианства славянского происхождения, лютеранский пастор, перешедший в Православие. Эмерит-стерлингский профессор истории Йельского университета. В 1994—1997 годах президент Американской академии искусств и наук. Членкор Британской академии (2000).

## Биография
Ярослав родился в семье со славянскими корнями: отец был словаком, а мать — сербкой (вернее, словачкой из сербского Шида). Отец имел сан пастора, а дед — епископа Словацкой Лютеранской Церкви в США (Синода евангельских лютеранских церквей). Родными языками Ярослава были словацкий и английский. Уже в детстве проявил незаурядные лингвистические способности: к юности он в совершенстве овладел немецким, сербским, русским, латинским, греческим и древнееврейским, рано научился печатать на пишущей машинке.
Обучался в лютеранской семинарии «Конкордия» в Сент-Луисе (был ординирован в сан пастора Лютеранской Церкви) и Мичиганском университете, где в 22 года стал доктором философии. В последующем занимался изучением и преподаванием христианской теологии и патристики. Автор более 30 книг по данной тематике, в том числе пятитомной «The Christian Tradition: A History of the Development of Doctrine» (1971—1989). С 1962 по 1996 год работал в Йельском университете в качестве профессора церковной истории.
Пеликан был редактором религиозного раздела энциклопедии Britannica. В 1980 году он основал Совет учёных при Библиотеке Конгресса. Билл Клинтон назначил профессора Пеликана на должность президента комитета по культуре и гуманитарным наукам.
25 марта 1998 года вместе с женой Сильвией перешёл в Православную Церковь. В открытом письме приходской общине Евангелическо-лютеранской церкви в Америке, членом которой он прежде являлся, историк назвал этот шаг «логическим завершением развития своего сознания и духа, которое шло уже несколько десятилетий».
Удостоен медали Хаскинса от Американской академии медиевистики (1985), отмечался Henry Allen Moe Prize Американского философского общества (1997).
В 2004 году получил премию Клюге за достижения в области гуманитарных наук, которую передал на нужды Свято-Владимирской духовной семинарии (общая сумма дара составила 500 тыс. долларов).
Имел почётные степени от 42 университетов мира.

## Научные труды
- Acts (2006) Brazos Press, ISBN 1-58743-094-0. A theological Bible commentary
- Bach Among the Theologians (1986), Philadelphia: Fortress Press, ISBN 0-8006-0792-9
- The Christian Tradition: A History of the Development of Doctrine, 5 vols. (1973—1990). Chicago: University of Chicago Press
  - Volume 1: The Emergence of the Catholic Tradition 100—600 (1973) ISBN 0-226-65371-4
  - Volume 2: The Spirit of Eastern Christendom 600—1700 (1974) ISBN 0-226-65373-0
  - Volume 3: The Growth of Medieval Theology 600—1300 (1978) ISBN 0-226-65375-7
  - Volume 4: Reformation of Church and Dogma 1300—1700 (1984) ISBN 0-226-65377-3
  - Volume 5: Christian Doctrine and Modern Culture since 1700 (1990) ISBN 0-226-65380-3
- Christianity and Classical Culture: The Metamorphosis of Natural Theology in the Christian Encounter with Hellenism (1993) Gifford lectures at Aberdeen, Yale University Press ISBN 0-300-06255-9
- Confessor Between East and West: A Portrait of Ukrainian Cardinal Josyf Slipyj
- Credo: Historical and Theological Guide to Creeds and Confessions of Faith in the Christian Tradition (2003) Yale University Press ISBN 0-300-09388-8
- Development of Christian Doctrine: Some Historical Prolegomena
- Divine Rhetoric: The Sermon on the Mount As Message and As Model in Augustine, Chrysostom, and Luther (2000) St. Vladimir’s Seminary Press, ISBN 0-88141-214-7
- The Excellent Empire: The Fall of Rome and the Triumph of the Church
- Faust the TheologianYale University Press (1995), ISBN 0-300-07064-0
- The Idea of the University: A Reexamination Yale University Press (1992), ISBN 0-300-05834-9
- The Illustrated Jesus Through the CenturiesYale University Press (1997) ISBN 0300072686
- Interpreting the Bible and the Constitution Yale University Press (2004) ISBN 0-300-10267-4
- Jesus Through the Centuries: His Place in the History of Culture Yale University Press (1985), ISBN 0-300-07987-7
- The Light of the World: A Basic Image in Early Christian Thought (1962) Harper and Brothers, no ISBN
- Martin Luther’s works (1955—1969) multiple volumes
- Martin Luther’s Basic Theological Writings
- Mary Through the Centuries: Her Place in the History of Culture Yale University Press (1996) ISBN 0-300-07661-4
- Mary: Images Of The Mother Of Jesus In Jewish And Christian Perspective
- The Melody of Theology: A Philosophical Dictionary ISBN 0-674-56472-3
- The Reformation of the Sixteenth Century (Forward) ISBN 0-8070-1301-3
- The Riddle of Roman Catholicism (1959)
- Sacred Writings: Buddhism — The Dhammapada (1987) Book of the Month Club, no ISBN
- Sacred Writings: Hinduism — The Rig Veda (1992) Book of the Month Club, no ISBN
- Sacred Writings: Islam — The Qur’an (1992) editor, Book of the Month Club, no ISBN, in English with Arabic sub-text
- The World Treasury of Modern Religious Thought (1990), editor, hardcover: ISBN 0-316-69770-2, paperback: no ISBN issued
- What Has Athens to Do with Jerusalem?: Timaeus and Genesis in Counterpoint (1998) Thomas Spencer Jerome Lectures, University of Michigan Press, ISBN 0-472-10807-7
- Whose Bible Is It? A History of the Scriptures Through the Ages (2005) ISBN 0-670-03385-5